# Zentrales Konstruktionsbüro

Mitglieder der Leningrader OMOS-Gruppe (1926). Vorn mittig sitzend Dmitri Grigorowitsch.

Als Zentrales Konstruktionsbüro (ZKB, russisch центральное конструкторское бюро, zentralnoje konstruktorskoje bjuro) wird eine ehemalige sowjetische Entwicklungsabteilung für Luftfahrttechnik bezeichnet. In den 1920er- und 1930er-Jahren war das ZKB zusammen mit dem ZAGI für den Aufbau der sowjetischen Luftfahrt zuständig. Im ZKB wurden einige erfolgreiche Konstruktionen wie das Mehrzweckflugzeug U-2 und das Jagdflugzeug I-16 entwickelt.

## Geschichte
Das Zentrale Konstruktionsbüro wurde 1925 aus der technischen Abteilung des ZAGI im Moskauer Werk 1 gebildet. Es unterteilte sich in die Abteilung für Landflugzeugbau „OSS“ (otdjel suchoputnich samoljotow) und die Abteilung für Versuchsseeflugzeugbau „OMOS“ (otdjel morskowo opytnowo samoljotostrojenija).
Die OSS wurde von Nikolai Polikarpow geleitet und zog bald ins Werk 25 um. Bis 1926 hatte sich ein Stamm junger Mitarbeiter herausgebildet, die später durch ihre Konstruktionen bekannt wurden, wie Wassili Nikitin, Michail Tichonrawow, Wladimir Jazenko und Sergei Kotscherigin. Die bekanntesten Flugzeuge dieses Teams sind das Jagdflugzeug I-3 sowie die Mehrzweckflugzeuge U-2 und R-5.

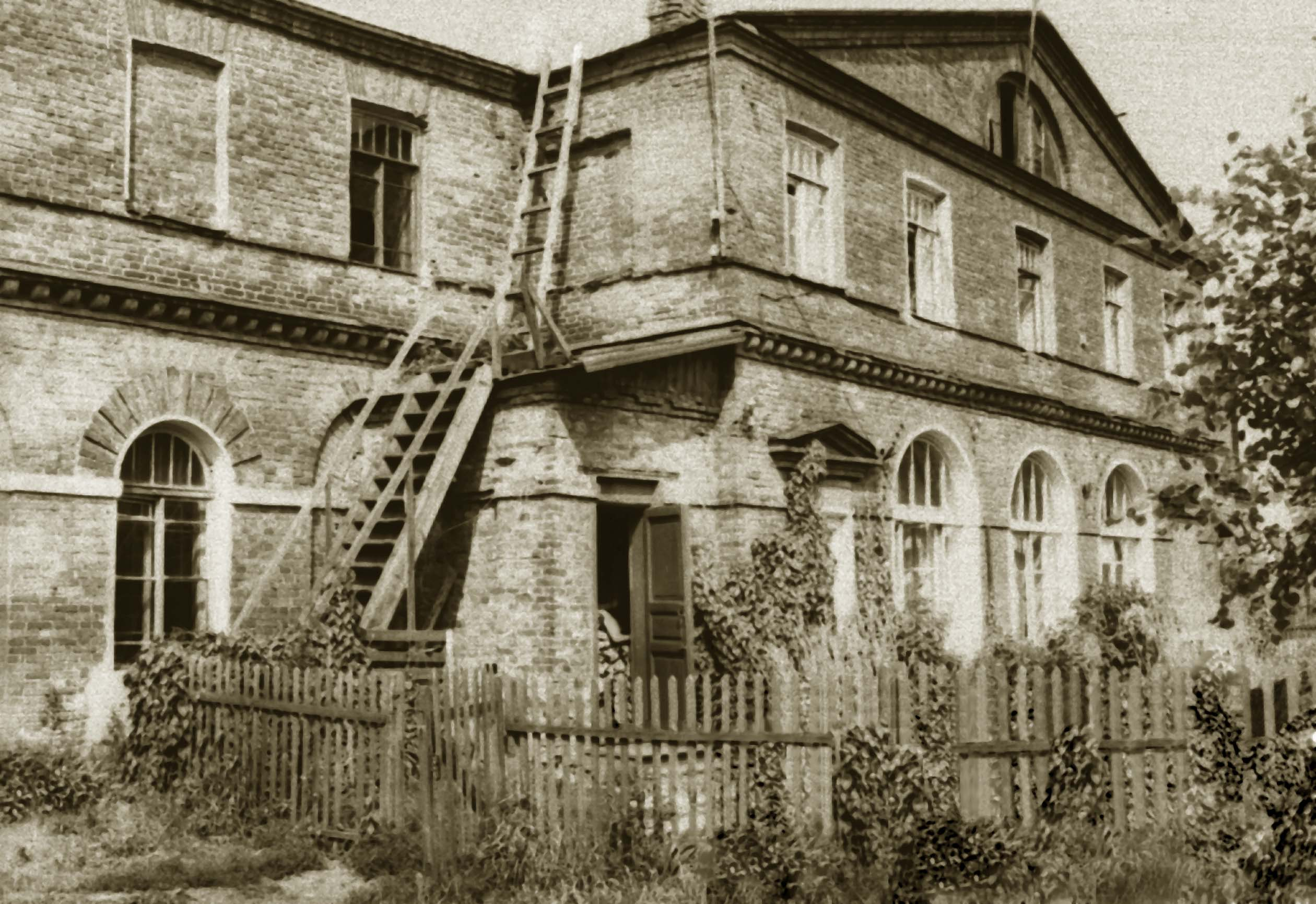
Gebäude von OMOS im Leningrader Werk „Roter Flieger“ (1927)

Die OMOS nahm im Sommer die Arbeit im Leningrader Werk „Roter Flieger“ (Krasni Lotschik) unter Dmitri Grigorowitsch auf. Bereits im Oktober desselben Jahres wurde OMOS ein eigenständiges Entwicklungsbüro. Wichtige Mitglieder bei OMOS waren:
- Stellvertretende Leitung: A. N. Sedelnikow
- Produktionsleitung: W. L. Körber
- Aerodynamik und Festigkeit: K. A. Wigand, W. N. Beljajew (nur kurzzeitig), A. L. Gimmelfarb, S. J. Schurbina
- Konstruktion: P. D. Samsonow, W. B. Schawrow
- Technische Zeichnung: N. G. Michelson

OMOS zog im November 1927 von Leningrad nach Moskau und wurde in „OPO-3“, „Versuchsabteilung 3“ (Opytni Otdjel) umbenannt. Weitere Mitarbeiter wie Robert Bartini, Nikolai Kamow, Sergei Koroljow und Semjon Lawotschkin kamen hinzu. Von 1925 bis 1927 wurden acht Typen realisiert, darunter die mit Schwimmern ausgerüstete R-1-Ausführung MR-1  sowie die Marineaufklärer ROM-1 und ROM-2. Zwei Projekte wurden nicht realisiert. Da die Abteilung nach dreijähriger Arbeit keine nennenswerten Erfolge aufweisen konnte, wurde sie neu organisiert und Grigorowitsch am 1. September 1928 abgesetzt. Es wurden einige neue Mitarbeiter eingestellt, unter ihnen Igor Tschetwerikow. Unter seiner Leitung wurden die Arbeiten an den Flugbootprojekten MR-3 und MR-3bis fortgesetzt. Im Frühjahr 1929 übernahm der in die Sowjetunion gekommene Franzose Paul Richard die gesamte Abteilung unter der Bezeichnung „OPO-4“ (später MOS WAO) und entwarf das Schwimmerflugzeug TOM-1. Die bis dahin entwickelten Projekte wurden dem ZKB-Werk „W. R. Menschinski“ zur Vollendung übergeben.
1933 wurde das ZKB aus dem ZAGI ausgegliedert und die Mitarbeiter in die neu entstandenen Konstruktionsbüros von Polikarpow, Iljuschin und Grigorowitsch integriert. Die Flugzeuge trugen als Prototypenbezeichnung bis 1938 das Kürzel ZKB, wie zum Beispiel die erfolgreichen Muster ZKB-3 (I-15), ZKB-12 (I-16), ZKB-26 (DB-3) und ZKB-55 (Il-2).